# Stanislav Karasi
Stanislav Karasi (Belgrado, 8 novembre 1946) è un allenatore di calcio ed ex calciatore jugoslavo.

## Carriera

### Giocatore
Debutta da professionista nel 1968 con la Stella Rossa, con cui vince tre campionati della RSF di Jugoslavia e due Coppe di Jugoslavia.
Nell'estate del 1974 si trasferisce in Francia, al Lilla.
All'inizio della stagione 1977-1978 viene acquistato dalla squadra belga del Anversa.
Si trasferisce poi negli Stati Uniti, dapprima ai Buffalo Stallions e poi ai New York Arrows.
Rientrato in patria, chiude la carriera nell'OFK Belgrado.
Con la Nazionale jugoslava vanta 10 presenze e 4 gol e la partecipazione ai Mondiali del 1974.

### Allenatore
Ha allenato soprattutto in patria, il Bežanija, il Borac Banja Luka, lo Zvezdara, con una parentesi in Turchia, all'Erzurumspor.

## Palmarès

### Giocatore
- Campionato jugoslavo: 3

Stella Rossa: 1968-1969, 1969-1970, 1972-1973
- Coppa di Jugoslavia: 2

Stella Rossa: 1969-1970, 1970-1971